# Искусство Африки

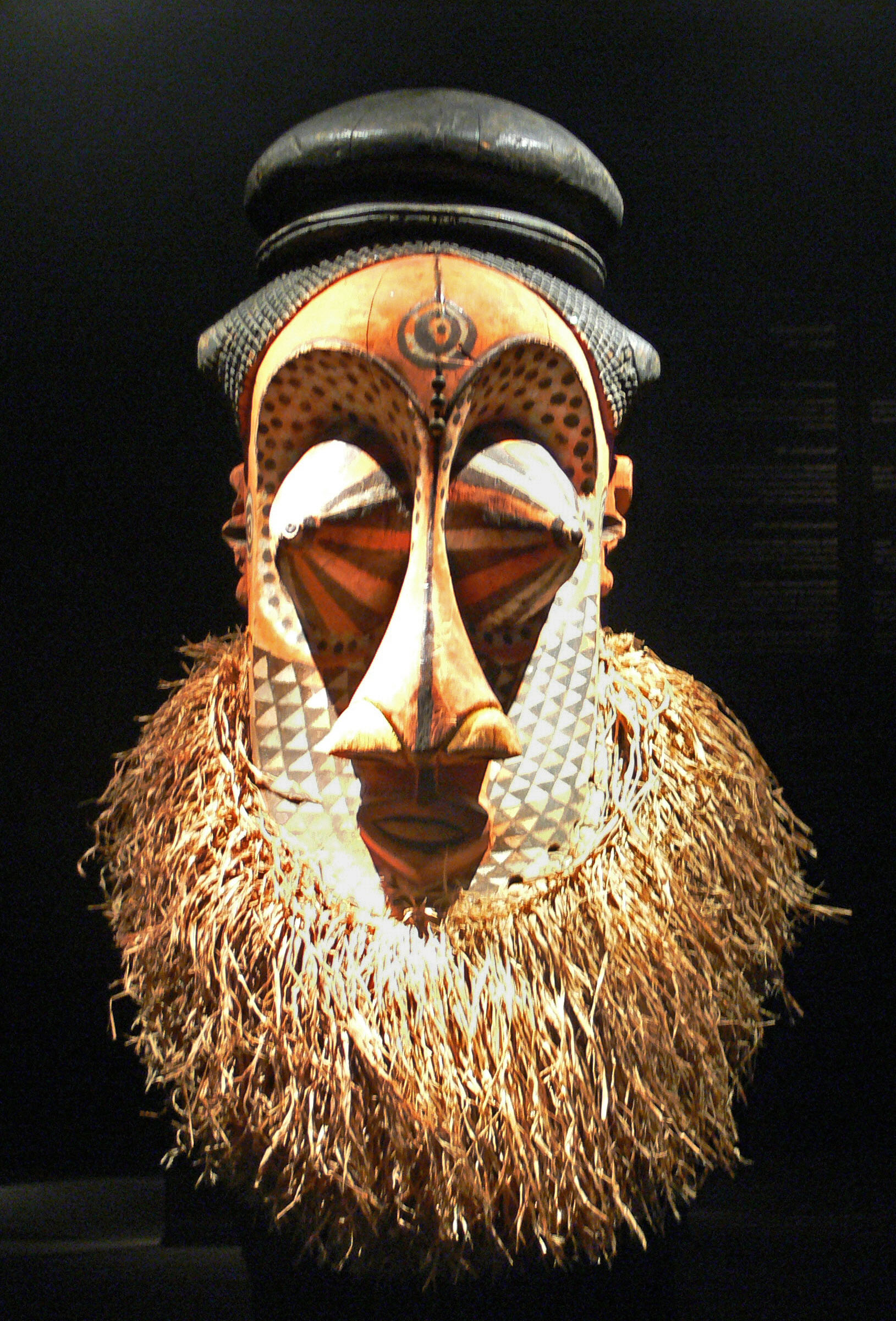
маска мулвалва этнической группы куба

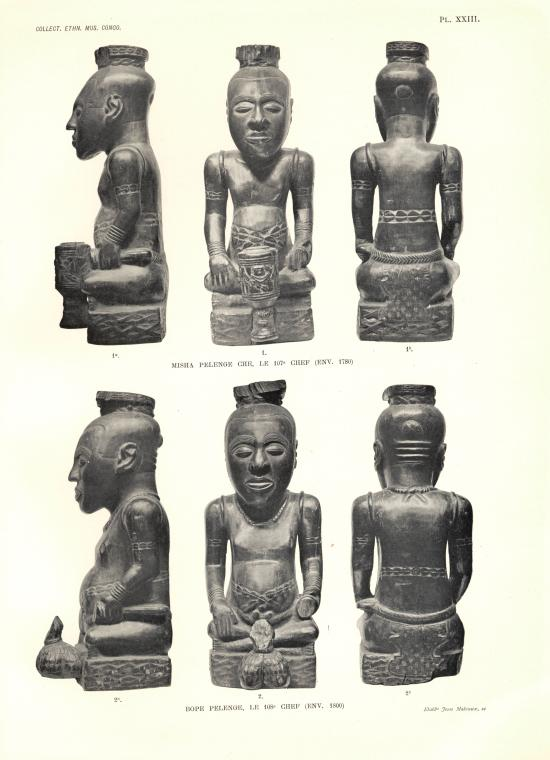
статуэтка этнической группы куба

Африканское искусство — объединённое название культурной деятельности различных этносов, проживающих на африканском континенте.

## Традиционное искусство
Основные черты
Стоит иметь в виду, что «африканское искусство» включает в себя произведения множества различных культур, зачастую не изолированных одна от другой географически и (или) хронологически. Однако, по мнению некоторых исследователей, для большинства продуктов «африканской культуры» свойственны общие черты:
- В центре внимания находится человеческая фигура.
- Абстракция доминирует над реалистичностью.
- Главная форма — скульптура. Из этого следует еще одна особенность: доминирование трёхмерного пространства над двумерным.
- Распространённость своего рода акционизма, в котором используются предметы искусства. Тем самым предметы искусства из статичных превращаются в «движущиеся» (таковой может выступать маска, используемая во время церемонии).
- Нелинейное масштабирование (искажённые пропорции), которое Леопольд Седар Сенгор называл «динамической симметрией».

## Изобразительное искусство

### Африканская пластика
Африканская пластика включает в себя маски и статуэтки, используемые в ритуальных целях. В целом маски можно разделить на две основные группы:

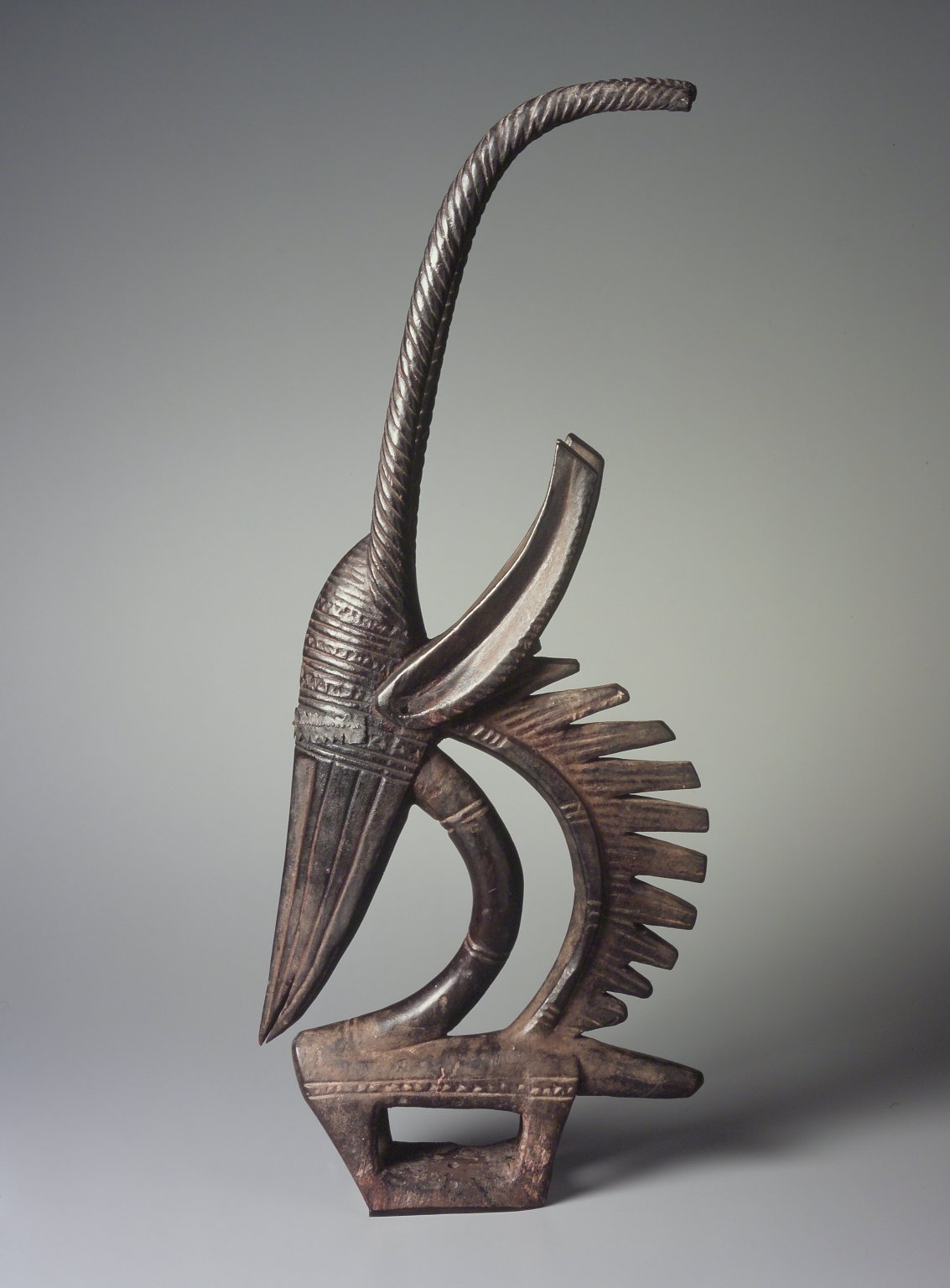
статуэтка бамбары

- Маски со спокойными лицами, глаза у которых обычно закрыты. Они изображали умерших родственников и их использовали в погребальных обрядах или во время празднеств.
- Устрашающие маски, где человеческие черты лица зачастую соединялось с чертами зверя. Их надевали члены тайных обществ во время традиционных празднеств или охоты за нечистой силой. Так человек в маске давал временное пристанище духу, которого эта маска изображала[2].

Африканские статуэтки, в большинстве случаев, изображают умершего человека, являясь вместилищем его души, или животное, которое было связано с тотемным предком этноса, как например, распространенная статуэтка антилопы у народа бамана в Мали.
С конца XIX в. в Европе появился интерес к искусству африканской, австралийской и восточным цивилизациям. Некоторые черты африканской пластики были заимствованы кубистами в начале XX в. Одной из наиболее ярких иллюстраций может послужить картина «Авиньонские девицы» П. Пикассо.

## Африканская музыка
Под термином «африканская музыка» часто могут понимать музыку народов южнее пустыни Сахара. Музыка отличается сложной ритмической структурой и своеобразием музыкальных ладов у каждой этнической группы. Важную роль в традиционной музыке играют разнообразные ударные (барабаны, санса, ксилофон) и духовые инструменты (различные варианты флейты, рога). Из струнных инструментов используется музыкальный лук, арфа, кора, мбет, струнно-духовой инструмент гура и другие. Многие африканские языки — тональные, что сыграло роль в соответствующих речи повышениях и понижениях тона в музыкальных композициях.
Профессиональная музыка Африки начала складываться в древнейший период, активизировался данный процесс в период средневековых государств (Гана, Мали, Сонгаи, Канем-Борну, Конго, Буганда, Мономотапа и другие).
Ритмы «чёрной Африки» через афроамериканскую внесли значительный вклад в такие музыкальные стили, как джаз, блюз и рок-н-ролл.
Современные жанры и стили: хайлайф (с 1920-х), раи (с 30-х), калипсо (50-е), афробит (с 60-х) и пр. (см. Список музыкальных жанров и направлений).

### Африканский танец
Что касается танцев, связанных с разными обстоятельствами жизни, то они настолько численные и разнообразные, как и сами обстоятельства, и в основном имеют импровизационный характер. Например, в начале сезонов дождей все семьи на вызов там-тама собираются на обрядовый праздник первой вспашки. Возвращение с удачной охоты или примирения вождей разных племён празднуют в танцевальном экстазе под ритмы барабанов.
Также, чтобы вылечить больных, африканцы выполняют песни-заклинания и «целебные» танцы, так как по мнению знахарей, музыка и танец способны вылечить любую болезнь.

## Киноискусство
Нигерийская киношкола называется Нолливуд (по аналогии с Голливудом). Для большинства станет сюрпризом тот факт, что молодой кинематограф Нигерии по количеству ежегодных премьер обогнал США и стал второй киноиндустрией мира после Индии. Низкобюджетные фильмы снимают без репетиций, то есть актёры должны импровизировать. Африканские художники заявили, что сила кино не в бюджете, а в сюжете — актуальном и захватывающем.
Про межэтничный конфликт конца XX в. снята историческая драма «Отель Руанда» (2004; США, Великобритания, Италия, ПАР).

Фильм «Королева из Катве» (США, ПАР) рассказывает про девочку Фиону из многодетной семьи из города Катве в Уганде: волей случая у неё появились способности к шахматам и она становится победителем международных олимпиад.